# 'Amr ibn Luhay

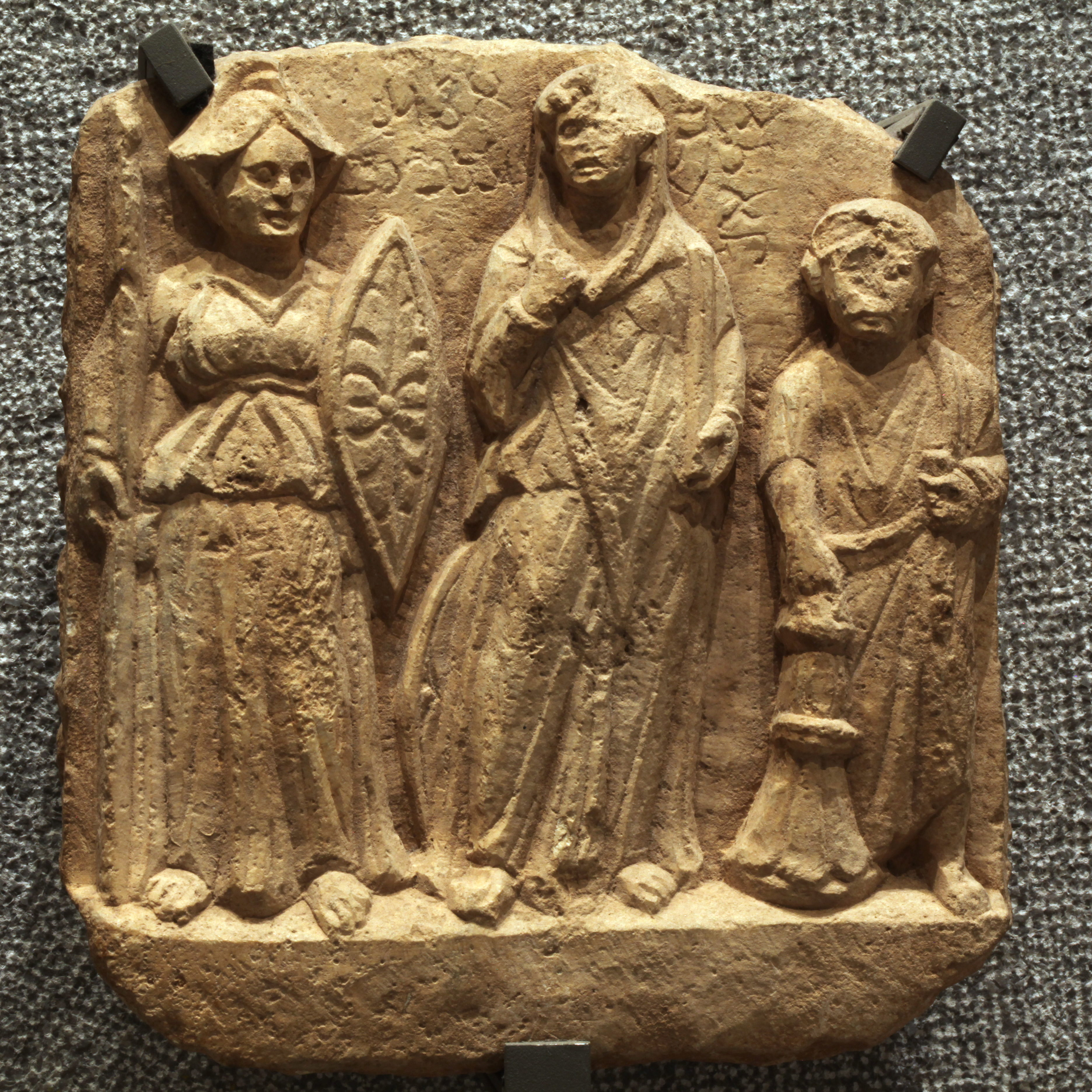
Bas-relief: Némésis, Alât le dédicant. Avec l'aimable autorisation du Musée des beaux-arts de Lyon.

'Amr ibn Luhay (arabe : عمرو بن لُحَيّ) est une personnalité importante de la période pré-islamique (jāhilīya) car selon la tradition musulmane, c'est lui qui aurait introduit le paganisme au sein de La Mecque, plusieurs siècles avant l'avènement de l'islam. La tradition peint le personnage comme ayant fait une série de réformes qui seront systématiquement abolies par Mahomet. Les siyar et autres ouvrages de hadiths rapportent que Mahomet aurait dit l'avoir vu traîner ses intestins en Enfer.

## Présentation de 'Amr ibn Luhay selon les chroniqueurs
Selon les chroniqueurs musulmans,, depuis l'époque d'Ibrahim et son fils Isma'il, la Ka'ba était entretenue par les Banu Jurhum, les descendants de Jurhum ibn Qahtan, jusqu'au jour où Khuza'a, originaire du Yémen et progéniteur des Banu Khuza'a, combattit cette tribu dans le but de conquérir La Mecque. La lutte aurait été acharnée et aurait fait de nombreux morts. Ensuite, la quasi-totalité des membres des Banu Jurhum aurait été obligée de fuir La Mecque, à l'exception de ceux n'ayant pas pris part à la bataille. Avant de partir, ils auraient caché le puits de Zamzam, obligeant les nouveaux dirigeants à aller chercher l'eau pour les pèlerins à l'extérieur.

### Généalogie de 'Amr ibn Luhay
Selon les chroniqueurs, 'Amr faisait partie de la tribu des Banu Khuza'a et était un des chefs de La Mecque. Il en était ainsi depuis cette époque où la ville aurait été conquise. Hicham ibn al-Kalbi, dans Kitab al-Asnam (Le livre des idoles), nous raconte que sa mère s'appellerait Fuhayrah et serait soit la fille d'un dénommé 'Amr ibn al-Harith, soit la fille de Qam'ah, elle-même fille de Mudad al-Jurhumi (c'est-à-dire de la tribu de Jurhum). Selon un hadith, son père était Luhay ibn Qam'ah ibn Khindif et appartiendrait aux Banu Ka'b :

« Le Messager d'Allah [...] a dit : J'ai vu `Amr ibn Luhay ibn Qam`a ibn Khindif, le père des Banu Ka`b, traîner ses entrailles en Enfer. »

### Les réformes de 'Amr ibn Luhay

#### Importation des idoles de la Mecque depuis le nord
Selon Claude Addas, ce serait à partir du milieu du IIIe siècle de notre ère que les pierres constituant des répliques de la pierre noire lors des voyages en dehors de la Mecque seraient devenues idoles, et de plus en plus fabriquées en bois, au lieu de pierre. Cela, après que 'Amr ibn Luhay importe Houbal, et puis d'autres idoles d'al-Balqâ vers la Mecque. 
Claude Addas retient le récit d'ibn al-Kalbi au sujet de 'Amr ibn Luhay qui aurait importé des idoles anthropomorphes depuis la Jordanie vers la Mecque. Selon le récit rapporté par Hicham ibn al-Kalbi, un jour, 'Amr ibn Luhay aurait voyagé vers le pays de Cham, vers al-Balqâ plus exactement. Il se serait rendu là-bas car il serait tombé malade et aurait entendu dire qu'il y trouverait une cascade d'eau chaude qui le guérirait. Selon ibn Hicham : « Il se baigna et fut guéri ». Il y rencontra également un peuple appelé les 'Amaliq, qu'il aurait trouvés en train d'adorer des idoles, ce qui l'étonna particulièrement. Voici un extrait selon Ibn Hicham :

Il leur demanda : « Que faites-vous ? »

Ils répondirent : « Ce sont des idoles ! »

Il demanda : « Que faites-vous avec ? »

Ils répondirent : « Nous les adorons »

Il demanda : « Pourquoi ? »

Ils lui répondirent : « Nous leur implorons le secours, et ils nous secourent. Nous leur demandons la pluie, et ils nous la donnent »

Il demanda : « Ces idoles vous donnent la pluie et vous portent secours ? »

Ils confirmèrent en disant : « Oui, nous le constatons depuis de nombreuses années. »

Il demanda : « Pourriez-vous m'en donner une ? ».

Ils lui en auraient donnée une, Houbal, qu'il ramena à La Mecque. Ce sera d'ailleurs l'une des idoles que Mahomet brisera lorsqu'il prendra la Mecque en 630. Les Mecquois s'étonnèrent et dirent alors  :
« Mais que fais-tu ô 'Amr ? »

Il répondit : « c'est une idole que j'ai rapporté du Sham. Nous l'adorons. Nous implorons leur secours, et ils nous secourent. Nous leur demandons la pluie, et ils nous la donnent »

Les Quraych dirent : « Quoi ? une idole qui vous secours et vous donne la pluie ? »

Il répondit : « Parfaitement ».

La fin du récit est comme suit. Il réussit à convaincre les Quraychites, qui sont présentés comme ayant demeuré jusque-là comme monothéistes depuis le patriarche mythique, Abraham. Les tribus autour font de même et en fabriquent d'autres. La talbiyah (en) qui était : « Je répond à Ton appel Ô Allah, je répond à Ton appel. Tu n'as point d'associé ! » change et devient : « Je répond à Ton appel Ô Allah, je répond à Ton appel. Tu n'as point d'associé ! À part un associé que Tu détiens, lui et ce qu'il y a en sa possession». La tradition islamique considère que le polythéisme s'est répandu ainsi parmi les Arabes, des siècles avant l'avènement de la « vraie religion » via le sceau des prophètes d'Allah,.
L'historien Maurice Gaudefroy-Demombynes écrit au sujet de 'Amr ibn Luhay : « Ibn al-Kalbî fait remonter l'origine de Wadd à l’époque de Noé, dans la montagne de Nod, où Wadd avait été divinisé ainsi que quatre autres hommes pieux, Suwa, Yaghûth, Yâ‘ûq et Nasr. Leurs statues, emportées par le déluge, vinrent échouer à Djedda, où ‘Amr b. Luhay, ancêtre des Khuzâ‘a alla recueillir celle de Wadd et en fit don aux B. ‘Auf b. ‘Udhra b. Kalb, qui lui construisirent un sanctuaire au Tihâma. Quand il fut détruit par Khâlid, c’était, selon le père d’Ibn al-Kalbî, une figure d’homme, dont il ne dit point si elle était sculptée ou peinte, avec un vêtement en deux pièces, un arc, un sabre et un étendard. Wadd était adoré par diverses tribus. (...) Le Coran cite en effet ces quatre divinités comme celles auxquelles les gens restent fidèles, malgré ses avertissements : - Ils disent : ne délaissez point vos divinités ! Ne délaissez ni Wadd, ni Suwa, ni Ya'ûq, ni Yaghûth, ni Nasr. Il est donc logique que la tradition musulmane les montre emportés par le déluge. - Ce ne sont que des noms que vous et vos pères leur avez donnés. ». Il écrit également : « Suivant une tradition, ‘Amr b. Luhay, dans le préislam, avait dressé à Minâ sept idoles, ce qui correspond aux sept pierres ».

#### Le culte de Isaf et Na'ila
D'après Ibn Kathir, ce serait 'Amr ibn Luhay qui aurait également instauré le culte de Isaf et Na'ila, un couple de Yéménites dont le mariage fut refusé par le père de Na'ila. Selon la légende, le couple se donna rendez-vous durant le pèlerinage et, profitant d'un moment où les lieux furent désertés, ils forniquèrent dans la Ka'ba (ou bien à côté), ce qui provoqua la colère d'Allah, qui les pétrifia,. 'Amr aurait fait de sorte que les gens oublient ce récit qu'Allah avait donné aux gens comme exemple à na pas suivre, et aurait commandé que la statue de Isaf soit placée sur le mont As-Safa et celle de Naila sur Al-Marwa, en référence à l'histoire de Hajar qui fit l'aller-retour entre les deux monticules afin de trouver quelqu'un qui pourrait donner à boire à Ismaël. Isaf et Naila auraient ainsi été transformés en deux idoles après 'Amr ibn Luhay, par les Quraych.
D'après Claude Addas, « Lorsque le Prophète ; réactualisant le pèlerinage abrahamique, fit savoir aux musulmans qu'ils devaient accomplir le sa'y entre Safâ et Marwa, certains éprouvèrent de la répugnance à exécuter un rite qu'ils croyaient appartenir en propre à la jâhiliyya, le paganisme préislamique » ; car auparavant, ils effectuaient le rite pour les statues de Isa et Naila. C'est pourquoi le verset qui suit est dit avoir été révélé selon les exégètes musulmans :

« As Safa et Al Marwah sont vraiment parmi les lieux sacrés d’Allah. Donc, quiconque fait pèlerinage à la Maison ou fait l'Oumra ne commet pas de péché en faisant le va-et-vient entre ces deux monts. Et quiconque fait de son propre gré une bonne œuvre, alors Allah est Reconnaissant, Omniscient »

— Coran, Sourate 2 : La vache (Al-Baqara) verset 158.

#### Réformes alimentaires
D'après ibn Kathir, 'Amr ibn Luhay serait également l'instigateur de nouvelles lois par rapport à certains animaux : la Wasîla, la Bahîra, Hâm et la Sâ'iba. Ibn Ishaq explique qu'il s'agit en fait de quatre sortes de chameaux. Le Coran considère cette pratique comme inventée et sans communs fondements avec l'islam :

« Dieu n’a pas institué la Bahira, la Saïba, la Wasila ni le Ham, mais ceux qui ont mécru ont inventé ce mensonge contre Dieu, et la plupart d’entre eux ne raisonnent pas.. »

— Coran, Sourate 5 : La table servie (Al-Ma'ida) verset 103.
Ibn Taymiyya a dit à son propos :

« Les arabes, descendants d’Isma’il et d’autres, qui vivaient dans le voisinage de la Maison antique construite par Ibrahim et Isma’il, suivaient tous la religion d’Ibrahim et Isma’il, jusqu’au moment où l’un des chefs Khouza’i, en l’occurrence 'Amr ibn Luhay, entacha cette religion d’Ibrahim de polythéisme et de l’interdiction de ce qu’Allah n’avait pas interdit. Voilà pourquoi le Prophète [...] a dit : « J’ai vu Amr ibn 'Amir al-Khouza’i traîner ses entrailles en enfer : il fut le premier à déclarer des animaux tabous ». »

## L'archéologie et l'histoire des idoles importées à la Mecque depuis le nord
D'après Thomas Maria Weber (de), le récit affirmant que 'Amr ibn Luhay ayant arraché la gestion de la Ka'ba des mains des Jurhum et qui frappé d'une maladie aurait été se rendre près d'une certaine source chaude du côté d'al Balqâ où il aurait été chercher des idoles serait vraisemblable. 
D'après l'archéologue, dans la région décrite se trouveraient plusieurs sources thermales correspondant à la description des anciens écrits (abû 'l Walid al-Azqrakî, dans Akhbâr Makka, 31, 58, 73). Thomas Maria Weber écrit : « Ainsi, au nord et au sud : Emmartha près de Gadara (Umm Qais), Hammâm Abû Dablâ près de Pella (Tabaqat Fahil), Callirhoe ('Ain az-Zarah) et Baraas (Zarqa Ma'în) sur la rive orientale de la Mer Morte ; Betomearsea-Maiumas ('Ain az-Arah) près de Charabmoba (al-Kerkak) et Afrâ dans les environs du sanctuaire nabatéen de Khirbet at-Tannûr. Pour des raisons géographiques, c'est ce dernier site, le plus proche des bains situés à la frontière entre Ras an-Nabk et le Hijâz, qui semble l'hypothèse la plus sérieuse. » Et de conclure un peu plus loin, au sujet du récit d'al-Kalbî rapportant que 'Amr aurait demandé aux habitants de cette région au sujet de leurs statues : « La question apparemment naïve qu'Amr posa à ceux qui se rendaient à la source laisse les chercheurs d'aujourd'hui perplexe à l'idée que les représentations anthropomorphes de dieux, de rois et d'ancêtres auraient été connues depuis des temps beaucoup plus anciens dans la partie sud-arabique du cheik des khuza'a. Quelques éléments parlent malgré tout en faveur du récit d'al-Kalbî : on attribue à 'Amr ibn Luhay l'importation de nombreuses autres représentations de dieux, depuis le Nord jusqu'au Hijâz. En tout, 360 idoles auraient été vénérées au sanctuaire de la Mecque avant le triomphe de l'islam et leur destruction par le Prophète. Ainsi que Saleh al Hamarneh l'a suggéré, le grand nombre et la diversité des dieux arabes tient peut être aux divergences d'intérêts socio-économiques entre les groupes tribaux ; ceux-ci, divisés sur les plans politiques et religieux cherchaient à sceller des alliances particulières à travers des cultes communs. Les principales divinités tribales étaient al-'Uzza, Allât et Manât, trois divinités féminines, ainsi que le dieu du beau temps et du mauvais temps, particulièrement vénéré à Dumat al-Djandal (al-Djawf), Wadd. À la Mecque, on trouvait aussi le père des dieux, Hubal, représenté sous les traits d'une grande idole. (...) Les noms des divinités cités (plus haut) apparaissant depuis déjà quelques siècles dans les inscriptions nabatéennes, à l'est de la région jordanienne, on en conclut que les figures cultuelles proviennent effectivement du Nord. »
L'archéologue écrit de même qu'il n'est pas exclu que d'autres « pierres-idoles », nommées « baityloi » par les grecs étaient également parfaitement connues des Nabatéens d'Arabie du Nord, en tant que forme cultuelle primitive, et écrit : « On ne peut exclure qu'Amr ibn Luhayy ait vu, sur le site des dites sources de l'ouest jordanien, des pierres abstraites de ce type, et qu'il les ait emportées avec lui au Hijâz. » Finalement il conclut en écrivant ceci : « Les rares allusions d'Ibn al-Kalbî à la forme extérieure des idoles, par exemple aux membres dont est dotée la figure de Hubal, laissent entrevoir qu'une partie au moins des statues rapportées de l'est du territoire jordanien par 'Amr Ibn Luhayy étaient anthropomorphes. Une fois posée cette prémisse, la méthode justifie que l'on examine quelques effigies de dieux trouvés près des sources thermales du nord de l'Arabie documentées par l'archéologie, afin de pouvoir se représenter les idoles préislamiques de la Mecque. »